# 70 Hudson Yards
70 Hudson Yards ist ein im Bau befindlicher Wolkenkratzer in Manhattan in New York City, Vereinigte Staaten. Der Büroturm soll laut Architekten der erste emissionsfreie Wolkenkratzer der Stadt werden.

## Beschreibung
Der Wolkenkratzer befindet sich am Hudson Boulevard East zwischen West 35th und West 36th Street im 2005 neu ausgewiesenen Viertel Hudson Yards im Stadtteil Hell’s Kitchen (Midtown West) in Midtown Manhattan. Er grenzt östlich an den 2022 fertiggestellten 179 m hohen Wohnturm The Set. Beide Bauwerke teilen sich einen Stadtblock. Südlicher Nachbar ist der Büroturm The Spiral, dahinter liegt der neuerbaute Gebäudekomplex Hudson Yards. Westlich erstreckt sich vor dem Gebäude der „Bella Abzug Park“ mit der Station 34 Street-Hudson Yards der New York City Subway, die von der Linie  bedient wird.
Am 12. Juni 2025 fand der offizielle Spatenstich im Beisein der beteiligten Bau- und Konstruktionsfirmen statt. 70 Hudson Yards wurde im Auftrag der Bauherren Related Companies und Oxford Properties von den Architekturbüros Roger Ferris + Partners und Gensler entworfen.
Der Büroturm wird eine Höhe von 218,5 m (717 Fuß) erreichen und 47 Stockwerke besitzen. Die Fassade besteht aus raumhohen Fenstern, die gitterförmig mit bronzefarbenen Verkleidungen umrahmt sind. Eine Reihe von Terrassen auf den oberen Etagen bieten einen Blick auf den Hudson River und die Skyline der Stadt. Das Bauwerk hat einen mehrstöckigen Sockel, an dessen Basis sich der in einem großen mit Sand- und Kalkstein verkleideten Rahmen der Haupteingang befindet. Der Glasfassade des Sockels ist mit einem Abstand von zirka einem Meter gitterförmig eine kupferne Konstruktion vorgesetzt. Nach seiner Fertigstellung bietet der Turm 130.065 m² Bürofläche. Ankermieter wird auf 74.000 m² das Wirtschaftsunternehmen Deloitte.
Die Fertigstellung von 70 Hudson Yards ist Ende 2028 geplant.